# Amas de la Machine pneumatique
Ne doit pas être confondu avec Galaxie naine de la Machine pneumatique.
L'amas de la Machine pneumatique (Abell S0636) est un amas de galaxies dans la constellation de la Machine pneumatique. L'amas contient environ 234 galaxies.
C'est le troisième amas le plus proche du Groupe local après l'amas de la Vierge et l'amas du Fourneau.

## Histoire
L'amas de la Machine pneumatique est dominé par deux galaxies elliptiques NGC 3268 et NGC 3258. L'amas est d'un type rare Bautz-morgan type III (BCG Brightest cluster galaxy).
On a observé des changements de température au rayons X avec le satellite ASCA. Voir Processus isotherme.

## Membres
| nom      | Ascension droite | Déclinaison     |
| -------- | ---------------- | --------------- |
| NGC 3267 | 10h 29m 48.563s  | -35° 19′ 20.75″ |
| NGC 3568 | 11h 10m 48.582s  | -35° 26′ 52.39″ |
| NGC 3258 | 10h 28m 53.50s   | -35° 36′ 19.0″  |
| NGC 3269 | 10h 29m 57.070s  | -35° 13′ 27.80″ |
| NGC 3271 | 10h 30m 26.481s  | -35° 21′ 34.34″ |

## Note & source
1. ↑  NASA/IPAC EXTRAGALACTIC DATABASE